# Stettfurt
Stettfurt es una comuna suiza del cantón de Turgovia, ubicada en el distrito de Frauenfeld. Limita al norte con la comuna de Thundorf, al este con Lommis, al sur con Wängi, y al oeste con Matzingen.

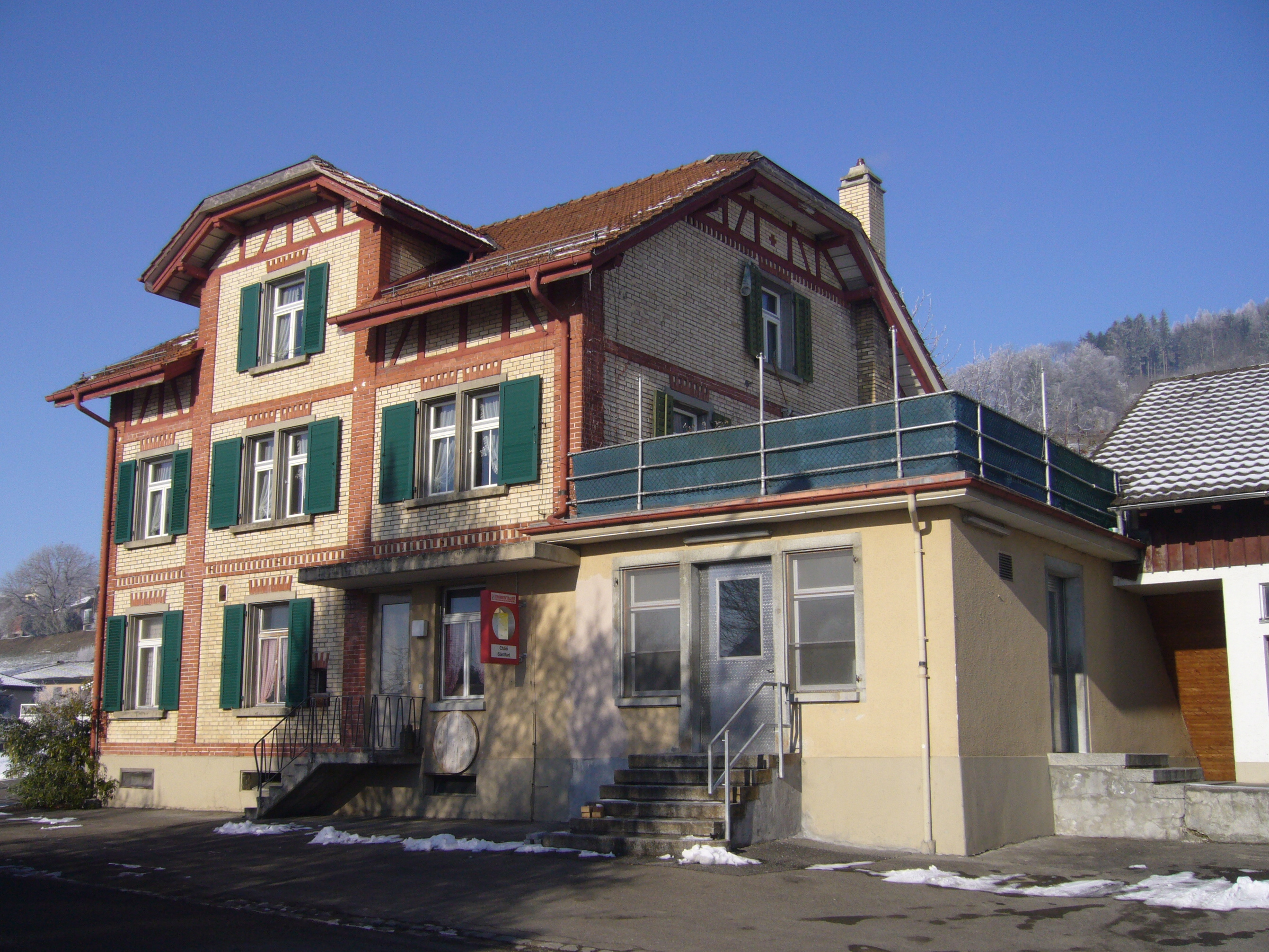
Stettfurt.